# Casalmoro
Casalmoro là một đô thị tại tỉnh Mantova trong vùng Lombardia của Italia, có vị trí cách khoảng 100 km về phía đông của Milano và khoảng 35 km về phía tây bắc của Mantova. Tại thời điểm ngày 1 tháng 1 năm 2007, đô thị này có dân số 2.154 người và diện tích là 13,9 km².
Casalmoro giáp các đô thị: Acquafredda, Asola, Castel Goffredo, Remedello.